# Risön, Sollefteå kommun
Risön är ett rekreationsområde vid Ångermanälvens norra strand, i centrala Sollefteå och nedanför nipan upp mot Remsle. I området återfinns ett flertal fotbollsplaner, ett tempererat utomhusbad och Sollefteå camping.
Före Sollefteåforsens utbyggnad på 1960-talet var nuvarande Risön ett sumpigt område som ofta översvämmades, och namnet Risön syftade då mera på en mindre ö nedströms norra brofästet för Sollefteåbron, vilken redan den användes som rekreationsområde. Till denna mindre Risö gick då en kortare bro vars brofästen fortfarande finns kvar, men vars sträckning nu går över torra land. Efter muddringsarbeten nedströms Sollefteåforsen för att förbättra fallhöjden sänktes även älvens nivå där, varvid nuvarande Risön kom att torka upp och bli fast mark med den gamla ön som en liten kulle. Vid extrema flöden löper emellertid området fortfarande risk att översvämmas.